# Patrick Goyette
Pour les articles homonymes, voir Goyette.
Patrick Goyette est un acteur et scénariste québécois.

## Filmographie

### comme acteur
- 1989 : Dans le ventre du dragon : Infirmier 5
- 1990 : Les Filles de Caleb (série télévisée) : Ovide Pronovost
- 1991 : Les Sauf-conduits : Hubert
- 1991 : Nelligan : Joseph Melançon
- 1992 : Coyote : Mario Brando
- 1994 : Les grands procès : Me Bienvenue
- 1995 : Le Confessionnal : Marc Lamontagne
- 1997 : Paparazzi (série télévisée) : Pierre Dumont
- 1997 : Ces enfants d'ailleurs (feuilleton TV) : Jerzy Pawlowski
- 1997 : Le Polygraphe : François Tremblay
- 1999 : Four Days : Gray
- 2000 : Tag (série télévisée) : Bruno Langevin
- 2000 : Chartrand et Simonne (série télévisée) : Gérard Pelletier
- 2000 : Les Fantômes des trois Madeleine : Pierre
- 2000 : Task Force: Caviar (téléfilm) : The Prince
- 2001 : Mon meilleur ennemi (série télévisée) : Martin Rivard
- 2002 : La Mystérieuse mademoiselle C. : la bête
- 2004 : Daniel and the Superdogs
- 2004 : Nouvelle-France : Capitaine Tremblay
- 2005 : Sans elle de Jean Beaudin : Charles
- 2006 : Les Hauts et les Bas de Sophie Paquin (série télévisée) : Bruce Thompson
- 2008 : Lost Song (film, 2008)
- 2009 : La Promesse : Rémi
- 2010 : Tactik : Michel Galipeau
- 2012 : La Cicatrice : Paul Simoneau
- 2021 : Nous (série télévisée) : Louis Paradis
- 2022 : Arsenault et Fils de Rafaël Ouellet : Sergent Ross Ranger
- 2023 : Détective Surprenant : La fille aux yeux de pierre : Sergent Marchessault[1]
- 2024 : Stat : Alexandre

### comme scénariste
- 1997 : Le Polygraphe
- 2005 : J'te laisserai pas tomber